# Miguel Ángel Luque
Miguel Ángel Luque Santiago (Sabadell, Barcelona; 23 de julio de 1990) es un futbolista español. Juega de centrocampista. Actualmente juega en el Unió Esportiva Sant Julià de la Primera División de Andorra.

## Trayectoria
El centrocampista nacido en Sabadell, llegó al Barcelona B procedente de la cantera del Villarreal CF. Luis Enrique pidió en su momento el fichaje de Miguel Ángel Luque, un jugador muy técnico que goza de un buenísimo disparò con la pierna izquierda. Ahora Luque firma por el UD Almería, donde jugará, al menos, los dos próximos años.
Luque en 2010 firma por dos años con una opción de prorrogar su contrato y se une a los refuerzos para las venideras campaña del delantero argentino Leonardo Ulloa y del lateral izquierdo danés Michael Jakobsen, aparte de las incorporaciones de Okoro para el filial y el regreso de Carlos García después de su cesión al Betis.
En julio de 2011 el UD Almería le dio la carta de libertad y firmó con el Club Atlético de Madrid "B". Un año después el jugador llegó al Puskás Akadémia FC de la misma forma.

## Clubes
RCD Español, categorías inferiores
- 2005-09 Villarreal CF, categorías inferiores
- 2009-10 FC Barcelona Atlétic
- 2010-11 UD Almería
- 2011-2012 Club Atlético de Madrid "B"
- 2012-2014 Puskás Akadémia FC
- 2014-2015Centre d'Esports L'Hospitalet
- 2015-2016 Rapid Bucarest
- 2016-2017. Centre d'Esports Manresa
- 2017-presente. Unió Esportiva Sant Julià